# Hush (phim truyền hình)
Hush (tiếng Hàn: 허쉬; Romaja: Heoswi) là một bộ phim truyền hình Hàn Quốc năm 2020 do Hwang Jung-min và Im Yoon-ah thủ vai chính. Được chuyển thể từ tiểu thuyết năm 2018 Silence Warning của tác giả Jung Jin-young, phim bắt đầu lên sóng trên kênh JTBC vào ngày 11 tháng 12 năm 2020.

## Tóm tắt
Hush kể về câu chuyện của những nhân viên ở một tòa soạn báo.

## Diễn viên

### Diễn viên chính
- Hwang Jung-min vai Han Joon-hyuk[2]
- Im Yoon-ah vai Lee Ji-soo[3]

### Diễn viên phụ
- Son Byong-ho vai Na Sung-won
- Kim Won-hae vai Jung Se-joon
- Park Ho-san vai Uhm Sung-han
- Lee Seung-joon vai Kim Gi-ha
- Yoo Sun vai Yang Yoon-kyung
- Kim Jae-chul vai Park Myung-hwan
- Kyung Soo-jin vai Oh Soo-yeon
- Jung Joon-won vai Choi Kyung-woo

## Sản xuất
Phim đánh dấu sự quay lại màn ảnh nhỏ của Hwang Jung-min sau 8 năm.

## Tỷ suất người xem
| 1 | 11 tháng 12 năm 2020 | 3.384% |
| 2 | 12 tháng 12 năm 2020 |        |
| 3 | 18 tháng 12 năm 2020 |        |
| 4 | 19 tháng 12 năm 2020 |        |
| 5 | 25 tháng 12 năm 2020 |        |
| 6 | 26 tháng 12 năm 2020 |        |
| 7 | 8 tháng 1 năm 2021   |        |
| 8 | 9 tháng 1 năm 2021   |        |
| 9 | 15 tháng 1 năm 2021  |        |
| 10 | 16 tháng 1 năm 2021  |        |
| 11 | 22 tháng 1 năm 2021  |        |
| 12 | 23 tháng 1 năm 2021  |        |
| 13 | 29 tháng 1 năm 2021  |        |
| 14 | 30 tháng 1 năm 2021  |        |
| 15 | 5 tháng 2 năm 2021   |        |
| 16 | 6 tháng 2 năm 2021   |        |
| Trung bình |                      |        |
| - Trong bảng trên, số màu xanh là tỷ suất thấp nhất và số màu đỏ là tỷ suất cao nhất. - Phim này phát sóng trên một kênh truyền hình cáp/trả phí với lượng người xem ít hơn so với các kênh truyền hình miễn phí/công cộng (KBS, SBS, MBC và EBS). |                      |        |